# Problongos baudiliensis
Problongos
Genre
Espèce
Problongos baudiliensis, unique représentant du genre Problongos, est une espèce fossile de lépidoptères (papillons) de la famille des Geometridae.

## Découverte
L'espèce et le genre ont été décrits en 2008 par les entomologistes français Xavier Mérit (d) et Michel Mérit (d) sur la base d'un fossile découvert dans la diatomite du Turolien du Miocène supérieur de Saint-Bauzile, dans le département de l'Ardèche. La position du papillon et la présence, dans les strates du même âge, de feuilles de divers arbres les ont conduits à classer l'espèce dans la sous-famille des Ennominae,.

## Fossiles
Selon Paleobiology Database en 2023, une seule collection de fossiles est référencée, de la collection Mérit, venant de la montagne d'Andance où se trouve le gisement de diatomite de Saint-Bauzile.

## Systématique
Le nom valide complet (avec auteur) de ce taxon est Problongos baudiliensis Mérit & Mérit, 2008,.

### Étymologie
Le nom générique, Problongos, dérive du latin pro, « avant », et pro, « oblongos », et fait référence à la forme triangulaire des ailes antérieures.
L'épithète spécifique, composée du latin baudili[us] (qui signifie en latin entre autres Badel, Baudel, Bauzile, Bauzille, Bauzély…) et du suffixe -ensis, « qui vit dans, qui habite », lui a été donnée en référence à sa localité type, Saint-Bauzile. 

### Publication originale
- [2008] Xavier Mérit et Michel Mérit, « Problongos baudiliensis genus novus & species nova : un nouveau Lépidoptère fossile découvert dans la diatomite du miocène supérieur de Saint-Bauzile (Ardèche, F-07) (Lepidoptera, Geometridae, Ennominae) », Lépidoptères, vol. 17, no 39,‎ mars 2008, p. 29-33 (lire en ligne [PDF]).